# سارة كيرنوتشان
سارة كيرنوتشان (بالإنجليزية: Sarah Kernochan)‏ (و. 1947  م) هي مخرجة أفلام، وكاتبة سيناريو، ومنتجة أفلام، ومغنية مؤلفة أمريكية، ولدت في نيويورك.

## التعليم
تعلمت في كلية سارة لورانس، وتعلمت في قاعة تشوات روزماري ‏
.

## جوائز وترشيحات
حصلت على جوائز منها:

جائزة الأوسكار لأفضل فيلم وثائقي، عن عمل: Thoth (film) ‏
ترشحت لـ:
- Golden Raspberry Award for Worst Screenplay [الإنجليزية]‏، عن عمل: 9 أسابيع ونصف (1987)[6]
- جائزة الأوسكار لأفضل فيلم وثائقي، عن عمل: Thoth (film) [الإنجليزية]‏.

## وصلات خارجية
- سارة كيرنوتشان على موقع IMDb (الإنجليزية)
- سارة كيرنوتشان على موقع قاعدة بيانات الأفلام العربية
- سارة كيرنوتشان على موقع ألو سيني (الفرنسية)
- سارة كيرنوتشان على موقع أول موفي (الإنجليزية)
- سارة كيرنوتشان على موقع قاعدة بيانات الأفلام السويدية (السويدية)
- سارة كيرنوتشان على موقع قاعدة بيانات الفيلم (الإنجليزية)
- سارة كيرنوتشان على موقع كينوبويسك (الروسية)